# کلفکس (واشینگتن)
کلفکس (به انگلیسی: Colfax) شهری در شهرستان ویتمن ایالت واشنگتن است که در سرشماری سال ۲۰۱۰ میلادی، ۲۸۰۵ نفر جمعیت داشته است.